# 外局
外局（日语：／ gaikyoku */?）是日本行政機關的一種類型，設置於中央政府的內閣府與各省之下，主要為了負責特殊事務、以及獨立性較強的事務而設置，並具有獨立的法人地位。其分為合議制的委員會、以及首長制的廳兩種。

## 外局列表
下方列出內閣府與各省所屬的外局。目前僅外務省沒有外局。
- 內閣府
  - 宮內廳
  - 公平交易委員會
  - 國家公安委員會（其首長具有國務大臣身份）
  - 個人情報保護委員會
  - 博弈管理委員會
  - 金融廳
  - 消費者廳
  - 兒童家庭廳
- 總務省
  - 公害等調整委員會
  - 消防廳
- 法務省
  - 公安審查委員會（日语：公安審査委員会）
  - 公安調查廳
  - 出入国在留管理厅
- 財務省
  - 國稅廳
- 文部科學省
  - 文化廳
  - 體育廳
- 厚生勞動省
  - 中央劳动委员会
- 農林水產省
  - 林野廳
  - 水產廳
- 經濟產業省
  - 資源能源廳
  - 特許廳
  - 中小企業廳
- 國土交通省
  - 運輸安全委員會
  - 觀光廳
  - 氣象廳
  - 海上保安廳
- 防衛省
  - 防衛裝備廳
- 環境省
  - 原子能管制委員會

## 過往外局列表
國家行政組織法施行後
- 總理府→內閣府
  - 統計委員會 - 1949年6月1日-1952年7月31日，行政管理廳的合并
  - 全國選舉管理委員會 - 1949年6月1日-1952年7月31日，自治廳的改组
  - 公職資格訴願審査委員會 - 1949年6月1日-1951年3月31日，廃止
  - 外匯管理委員會 - 1949年6月1日-1952年7月31日，大蔵省的合并
  - 宮內廳 - 1949年6月1日-2001年1月5日，内阁府机构的转移
  - 特別採購廳（日语：特別調達庁） - 1949年6月1日-1952年3月31日，調達廳的更名
  - 賠償廳 - 1949年6月1日-1952年4月27日，大蔵省的合并
  - 行政管理廳 - 1949年6月1日-1984年6月30日，總務廳的改组
  - 地方自治廳 - 1949年6月1日-1952年7月31日，自治廳的改组
  - 地方財政委員會 - 1950年5月30日-1952年7月31日，自治廳的改组
  - 北海道開發廳 - 1950年6月1日-2001年1月5日，國土交通省的改组
  - 電波監理委員會 - 1950年6月1日-1952年7月31日，郵政省的合并
  - 首都建設委員會 - 1950年6月28日-1952年7月31日，建設省的移交管辖
  - 公益事業委員會 - 1950年12月15日-1952年7月31日，通商產業省的合并
  - 土地調整委員會 - 1951年1月31日-1972年6月30日，公害等調整委員會的改组
  - 採購廳（日语：調達庁） - 1952年4月1日-1958年7月31日，防衛廳的移交管辖
  - 自治廳 - 1952年8月1日-1960年6月30日，自治省的改组
  - 保安廳 - 1952年8月1日-1954年6月30日，防衛廳的改组
  - 經濟審議廳 - 1952年8月1日-1955年7月19日，經濟企劃廳的改组
  - 防衛廳 - 1954年7月1日-2007年1月8日，防衛省的改组
    - ※採購廳[1] - 1958年8月1日-1962年10月31日，防衛施設廳的改组
    - ※防衛設施廳（日语：防衛施設庁）[1] - 1962年11月1日-1998年6月11日，防衛廳的外局的转移
    - 防衛設施廳[2] - 1998年6月12日-2007年1月8日，防衛省的外局的转移

  - 經濟企劃廳 - 1955年7月20日-2001年1月5日，內閣府的改组
  - 科學技術廳 - 1956年5月19日-2001年1月5日，文部科學省的改组
  - 首都圈整備委員會 - 1956年6月9日-1974年6月25日，國土廳的改组
  - 沖繩、北方對策廳 - 1970年5月1日-1972年5月14日，沖繩開發廳的改组
  - 環境廳 - 1971年7月1日-2001年1月5日，環境省的改组
  - 沖繩開發廳 - 1972年5月15日-2001年1月5日，內閣府的改组
  - 國土廳 - 1974年6月26日-2001年1月5日，國土交通省的改组
  - 總務廳 - 1984年7月1日-2001年1月5日，總務省的改组
  - 金融監督廳 - 1998年6月22日-1998年12月14日，金融再生委員會的移交管辖
  - 金融再生委員會 - 1998年12月15日-2001年1月5日，金融廳的合并
    - ※金融監督廳[1] - 1998年12月15日-2000年6月30日，金融廳的改组
    - ※金融廳[1] - 2000年7月1日-2001年1月5日，內閣府的外局的转移

  - 特定個人情報保護委員會 - 2014年1月1日-2015年12月31日，個人情報保護委員會的改组
- 總務省
  - 郵政事業廳 - 2001年1月6日-2003年3月31日，特殊法人日本郵政公社的改组
- 法務府→法務省
  - 中央更生保護委員會 - 1949年7月1日-1952年7月31日，法務省的合并
  - 司法測驗管理委員會 - 1949年6月1日-2003年12月31日，法務省的合并
- 外務省
  - 出入國管理廳 - 1950年10月1日-1951年10月31日，入國管理廳的改组
  - 入國管理廳 - 1951年11月1日-1952年7月31日，法務省的合并
- 大蔵省
  - 證券取引委員會 - 1949年6月1日-1952年7月31日，大蔵省的合并
  - 造幣廳 - 1949年6月1日-1952年7月31日，大蔵省的合并
  - 印刷廳 - 1949年6月1日-1952年7月31日，大蔵省的合并
  - 公認會計士管理委員會 - 1950年5月4日-1952年7月31日，大蔵省的合并
- 文部省
  - 文化財保護委員會 - 1950年8月29日-1968年6月14日，文化廳的改组
- 厚生省→厚生勞動省
  - 引揚援護廳 - 1949年6月1日-1954年3月31日，厚生省的合并
  - 社會保險廳 - 1962年7月1日-2009年12月31日，特殊法人日本年金機構的改组
- 農林省→農林水產省
  - 食糧廳 - 1949年6月1日-2003年6月30日，農林水產省的合并
- 通商產業省
  - 資源廳 - 1949年6月1日-1952年7月31日，通商產業省的合并
  - 工業技術廳 - 1949年6月1日-1952年7月31日，通商產業省的合并
- 運輸省→國土交通省
  - 船員勞動委員會 - 1949年6月1日-2008年9月30日，中央勞動委員會的合并
  - 海難審判廳 - 1949年6月1日-2008年9月30日，運輸安全委員會的改组
  - 航空廳 - 1950年12月12日-1952年7月31日，運輸省的合并
  - 捕獲審檢再審査委員會 - 1952年4月28日-1963年3月31日，廃止
- 電気通信省
  - 電波廳 - 1949年6月1日-1950年5月31日，電波監理委員會的改组
  - 航空保安廳 - 1949年6月1日-1950年12月11日，航空廳的改组
- 勞動省
  - 公共企業體仲裁委員會 - 1949年6月1日-1952年7月31日，公共企業體等仲裁委員會的更名
  - 國有鐵道中央調停委員會 - 1949年6月1日-1952年7月31日，公共企業體等調停委員會的改组
  - 専賣公社中央調停委員會 - 1949年6月1日-1952年7月31日，公共企業體等調停委員會的改组
  - 國有鐵道地方調停委員會 - 1949年6月1日-1952年7月31日，公共企業體等調停委員會的改组
  - 專賣公社地方調停委員會 - 1949年6月1日-1952年7月31日，公共企業體等調停委員會的改组
  - 公共企業體等仲裁委員會 - 1952年8月1日-1956年7月31日，公共企業體等勞動委員會的改组
  - 公共企業體等調停委員會 - 1952年8月1日-1956年7月31日，公共企業體等勞動委員會的改组
  - 公共企業體等勞動委員會 - 1956年8月1日-1987年3月31日，國營企業勞動委員會的更名
  - 國營企業勞動委員會 - 1987年4月1日-1988年9月30日，中央勞動委員會的合并
- 建設省
  - 首都建設委員會 - 1952年8月1日-1956年6月8日，首都圏整備委員會的改组
- 防衛省
  - 防衛施設廳 - 2007年1月9日-2007年8月31日，防衛省的合并
- 經濟安定本部
  - 外資委員會 - 1949年6月1日-1952年7月31日，大蔵省的合并
  - 物価廳 - 1949年6月1日-1952年3月31日，經濟安定本部的合并
  - 經濟調査廳 - 1949年6月1日-1952年7月31日，行政管理廳的合并

國家行政組織法施行前
- 內閣
  - 馬政局[3] - 1906年6月1日-1910年6月21日，陸軍省的移交管辖
  - 資源局[4] - 1927年5月27日-1937年10月24日，企劃院的改组
  - 遞信院[5] - 1945年5月19日-1946年6月30日，遞信省的改组
  - 復員廳[6] - 1946年6月15日-1947年10月14日，內閣及厚生省的合并
  - 經濟安定本部[7][8] - 1946年8月12日-1949年5月31日，國家行政組織法施行
  - 物價廳[9] - 1946年8月12日-1949年5月31日，經濟安定本部的外局的转移
  - 統計委員會[10] - 1946年12月28日-1949年5月31日，總理府的外局的转移
  - 公職資格訴願審査委員會[11] - 1947年3月3日-1948年5月10日，廃止
  - 第二復員局[12] - 1947年10月15日-1947年12月31日，厚生省及運輸省的合并
  - 全國選舉管理委員會[13] - 1947年12月10日-1949年5月31日，總理府的外局的转移
  - 地方財政委員會[14] - 1948年1月7日-1949年5月31日，地方自治廳的改组
  - 賠償廳[15] - 1948年2月1日-1949年5月31日，總理府的外局的转移
  - 聯絡調整事務局[16] - 1948年2月1日-1949年5月31日，外務省的合并
  - 經濟調査廳[17] - 1948年8月1日-1949年5月31日，經濟安定本部的外局的转移
  - 公職資格訴願審査委員會[18] - 1949年2月8日-1949年5月31日，總理府的外局的转移
- 總理廳
  - 行政管理廳[19] - 1948年7月1日-1949年5月31日，總理府的外局的转移
  - 外資委員會[20] - 1949年3月15日-1949年5月31日，經濟安定本部的外局的转移
  - 外匯管理委員會[21] - 1949年3月16日-1949年5月31日，總理府的外局的转移
- 外務省
  - 終戰連絡事務局[22][23] - 1945年8月26日-1948年1月31日，連絡調整事務局的改组
- 內務省
  - 社會局[24] - 1922年11月1日-1938年1月10日，厚生省的改组
  - 復興局[25] - 1924年2月25日-1930年3月31日，復興事務局的改组
  - 復興事務局[26] - 1930年4月1日-1932年3月31日，廃止
  - 神祇院[27] - 1940年11月9日-1946年1月31日，廃止
- 大藏省
  - 專賣局[28][29][30] - 1898年11月1日-1904年5月31日，煙草専賣局的改组
  - 菸草専賣局[31][32] - 1904年6月1日-1907年9月30日，専賣局的改组
  - 專賣局[33][34] - 1907年10月1日-1949年5月31日，特殊法人日本専賣公社的改组
  - 證券交易委員會[35] - 1948年5月7日-1949年5月31日，大蔵省的外局的转移
- 陸軍省
  - 馬政局[36] - 1910年6月22日-1923年3月31日，農商務省的合并
  - 航空局[37] - 1920年8月1日-1923年3月31日，遞信省的移交管辖
- 商工省→通商產業省
  - 貿易廳[38] - 1945年12月14日-1949年5月24日，通商產業省的改组
  - 石炭廳[39][40] - 1945年12月14日-1949年5月24日，資源廳的改组
  - 工業技術廳[41][42] - 1948年8月1日-1949年5月31日，國家行政組織法施行
  - 資源廳[42] - 1949年5月25日-1949年5月31日，國家行政組織法施行
- 農林省→農商省→農林省
  - 馬政局[43] - 1936年7月6日-1945年10月25日，農林省的合并
- 遞信省
  - 郵匯儲金局[44] - 1890年7月1日-1891年8月15日，郵便為替貯金管理所的改组
  - 郵匯儲金管理所[45][46] - 1891年8月16日-1903年12月4日，遞信省的合并
  - 郵匯儲金局[47] - 1909年7月24日-1913年6月12日，為替貯金局的改组
  - 匯業儲金局[48] - 1913年6月13日-1920年10月1日，貯金局的改组
  - 臨時電信電話建設局[49] - 1920年10月2日-1925年5月12日，遞信省的合并
  - 儲金局[50] - 1920年10月2日-1943年10月31日，遞信院的改组
  - 簡易保險局[51] - 1920年10月2日-1938年1月10日，保險院的改组
  - 航空局[52] - 1923年4月1日-1924年11月24日，遞信省的合并
  - 航空局[53] - 1938年2月1日-1943年10月31日，運輸通信省的改组
  - 海務院[54] - 1941年12月19日-1943年10月31日，運輸通信省的改组
  - 簡易保險局[55] - 1942年11月1日-1943年10月31日，通信院的改组
- 鐵道省
  - 國際観光局[56] - 1930年4月24日-1942年10月31日，廃止
- 運輸通信省
  - 通信院[57] - 1943年11月1日-1945年5月18日，遞信院的改组
- 厚生省
  - 保險院[58] - 1938年1月11日-1942年10月31日，厚生省的合并
  - 引揚援護院[59] - 1946年3月13日-1948年5月30日，引揚援護廳的改组
  - 引揚援護廳[60] - 1948年5月31日-1949年5月31日，國家行政組織法施行
- 宮內省
  - 學習院[61][62] - 1906年4月1日-1947年3月30日，財団法人學習院的改组
  - 皇后宮職[63][64] - 1908年1月1日-1945年11月23日，宮內省的合并
  - 帝室會計審査局[65][66] - 1908年1月1日-1947年5月2日，廃止
  - 帝室林野管理局[67][68] - 1908年1月1日-1924年4月8日，帝室林野局的更名
  - 御歌所[69][70] - 1908年1月1日-1946年3月31日，宮內省的合并
  - 帝室博物館[71][72] - 1908年1月1日-1947年5月2日，文部省的移交管辖
  - 李王職[73] - 1911年2月1日-1946年1月30日，王公族附職員的改组
  - 女子學習院[74] - 1923年4月5日-1947年3月30日，財団法人學習院的改组
  - 帝室林野局[75] - 1924年4月9日-1947年3月31日，農林省的合并
  - 皇太后宮職[76] - 1926年12月25日-1947年5月2日，宮內府的改组
  - 掌典職[77] - 1940年1月1日-1946年3月31日，宮內省的合并
  - 東宮職[78] - 1945年8月10日-1947年5月2日，宮內府的改组
  - 禁衛府[79] - 1945年9月10日-1946年3月31日，廃止家行政組織法施行後
- 總理府→內閣府
  - 統計委員會 - 1949年6月1日-1952年7月31日，行政管理廳的合并
  - 全國選挙管理委員會 - 1949年6月1日-1952年7月31日，自治廳的改组
  - 公職資格訴願審査委員會 - 1949年6月1日-1951年3月31日，廃止
  - 外國為替管理委員會 - 1949年6月1日-1952年7月31日，大蔵省的合并
  - 宮內廳 - 1949年6月1日-2001年1月5日，內閣府に置かれる機関的转移
  - 特別調達廳 - 1949年6月1日-1952年3月31日，調達廳的更名
  - 賠償廳 - 1949年6月1日-1952年4月27日，大蔵省的合并
  - 行政管理廳 - 1949年6月1日-1984年6月30日，總務廳的改组
  - 地方自治廳 - 1949年6月1日-1952年7月31日，自治廳的改组
  - 地方財政委員會 - 1950年5月30日-1952年7月31日，自治廳的改组
  - 北海道開發廳 - 1950年6月1日-2001年1月5日，國土交通省的改组
  - 電波監理委員會 - 1950年6月1日-1952年7月31日，郵政省的合并
  - 首都建設委員會 - 1950年6月28日-1952年7月31日，建設省的移交管辖
  - 公益事業委員會 - 1950年12月15日-1952年7月31日，通商產業省的合并
  - 土地調整委員會 - 1951年1月31日-1972年6月30日，公害等調整委員會的改组
  - 調達廳 - 1952年4月1日-1958年7月31日，防衛廳的移交管辖
  - 自治廳 - 1952年8月1日-1960年6月30日，自治省的改组
  - 保安廳 - 1952年8月1日-1954年6月30日，防衛廳的改组
  - 經濟審議廳 - 1952年8月1日-1955年7月19日，經濟企劃廳的改组
  - 防衛廳 - 1954年7月1日-2007年1月8日，防衛省的改组
    - ※調達廳[1] - 1958年8月1日-1962年10月31日，防衛施設廳的改组
    - ※防衛施設廳[1] - 1962年11月1日-1998年6月11日，防衛廳的外局的转移
    - 防衛施設廳[2] - 1998年6月12日-2007年1月8日，防衛省的外局的转移

  - 經濟企劃廳 - 1955年7月20日-2001年1月5日，內閣府的改组
  - 科學技術廳 - 1956年5月19日-2001年1月5日，文部科學省的改组
  - 首都圈整備委員會 - 1956年6月9日-1974年6月25日，國土廳的改组
  - 沖繩、北方對策廳 - 1970年5月1日-1972年5月14日，沖繩開發廳的改组
  - 環境廳 - 1971年7月1日-2001年1月5日，環境省的改组
  - 沖繩開發廳 - 1972年5月15日-2001年1月5日，內閣府的改组
  - 國土廳 - 1974年6月26日-2001年1月5日，國土交通省的改组
  - 總務廳 - 1984年7月1日-2001年1月5日，總務省的改组
  - 金融監督廳 - 1998年6月22日-1998年12月14日，金融再生委員會的移交管辖
  - 金融再生委員會 - 1998年12月15日-2001年1月5日，金融廳的合并
    - ※金融監督廳[1] - 1998年12月15日-2000年6月30日，金融廳的改组
    - ※金融廳[1] - 2000年7月1日-2001年1月5日，內閣府的外局的转移

  - 特定個人情報保護委員會 - 2014年1月1日-2015年12月31日，個人情報保護委員會的改组
- 總務省
  - 郵政事業廳 - 2001年1月6日-2003年3月31日，特殊法人日本郵政公社的改组
- 法務府→法務省
  - 中央更生保護委員會 - 1949年7月1日-1952年7月31日，法務省的合并
  - 司法測驗管理委員會 - 1949年6月1日-2003年12月31日，法務省的合并
- 外務省
  - 出入國管理廳 - 1950年10月1日-1951年10月31日，入國管理廳的改组
  - 入國管理廳 - 1951年11月1日-1952年7月31日，法務省的合并
- 大藏省
  - 證券交易委員會 - 1949年6月1日-1952年7月31日，大蔵省的合并
  - 造幣廳 - 1949年6月1日-1952年7月31日，大蔵省的合并
  - 印刷廳 - 1949年6月1日-1952年7月31日，大蔵省的合并
  - 公認會計士管理委員會 - 1950年5月4日-1952年7月31日，大蔵省的合并
- 文部省
  - 文化財保護委員會 - 1950年8月29日-1968年6月14日，文化廳的改组
- 厚生省→厚生勞動省
  - 引揚援護廳 - 1949年6月1日-1954年3月31日，厚生省的合并
  - 社會保險廳 - 1962年7月1日-2009年12月31日，特殊法人日本年金機構的改组
- 農林省→農林水產省
  - 食糧廳 - 1949年6月1日-2003年6月30日，農林水產省的合并
- 通商產業省
  - 資源廳 - 1949年6月1日-1952年7月31日，通商產業省的合并
  - 工業技術廳 - 1949年6月1日-1952年7月31日，通商產業省的合并
- 運輸省→國土交通省
  - 船員勞動委員會 - 1949年6月1日-2008年9月30日，中央勞動委員會的合并
  - 海難審判廳 - 1949年6月1日-2008年9月30日，運輸安全委員會的改组
  - 航空廳 - 1950年12月12日-1952年7月31日，運輸省的合并
  - 捕獲審審再審査委員會 - 1952年4月28日-1963年3月31日，廃止
- 電気通信省
  - 電波廳 - 1949年6月1日-1950年5月31日，電波監理委員會的改组
  - 航空保安廳 - 1949年6月1日-1950年12月11日，航空廳的改组
- 勞動省
  - 公共企業體仲裁委員會 - 1949年6月1日-1952年7月31日，公共企業體等仲裁委員會的更名
  - 國有鐵道中央調停委員會 - 1949年6月1日-1952年7月31日，公共企業體等調停委員會的改组
  - 専賣公社中央調停委員會 - 1949年6月1日-1952年7月31日，公共企業體等調停委員會的改组
  - 國有鐵道地方調停委員會 - 1949年6月1日-1952年7月31日，公共企業體等調停委員會的改组
  - 專賣公社地方調停委員會 - 1949年6月1日-1952年7月31日，公共企業體等調停委員會的改组
  - 公共企業體等仲裁委員會 - 1952年8月1日-1956年7月31日，公共企業體等勞動委員會的改组
  - 公共企業體等調停委員會 - 1952年8月1日-1956年7月31日，公共企業體等勞動委員會的改组
  - 公共企業體等勞動委員會 - 1956年8月1日-1987年3月31日，國營企業勞動委員會的更名
  - 國營企業勞動委員會 - 1987年4月1日-1988年9月30日，中央勞動委員會的合并
- 建設省
  - 首都建設委員會 - 1952年8月1日-1956年6月8日，首都圏整備委員會的改组
- 防衛省
  - 防衛施設廳 - 2007年1月9日-2007年8月31日，防衛省的合并
- 經濟安定本部
  - 外資委員會 - 1949年6月1日-1952年7月31日，大蔵省的合并
  - 物價廳 - 1949年6月1日-1952年3月31日，經濟安定本部的合并
  - 經濟調査廳 - 1949年6月1日-1952年7月31日，行政管理廳的合并

國家行政組織法施行前
- 內閣
  - 馬政局[3] - 1906年6月1日-1910年6月21日，陸軍省的移交管辖
  - 資源局[4] - 1927年5月27日-1937年10月24日，企劃院的改组
  - 遞信院[5] - 1945年5月19日-1946年6月30日，遞信省的改组
  - 復員廳[80] - 1946年6月15日-1947年10月14日，內閣及厚生省的合并
  - 經濟安定本部[81][82] - 1946年8月12日-1949年5月31日，國家行政組織法施行
  - 物價廳[9] - 1946年8月12日-1949年5月31日，經濟安定本部的外局的转移
  - 統計委員會[10] - 1946年12月28日-1949年5月31日，總理府的外局的转移
  - 公職資格訴願審査委員會[11] - 1947年3月3日-1948年5月10日，廃止
  - 第二復員局[83] - 1947年10月15日-1947年12月31日，厚生省及運輸省的合并
  - 全國選舉管理委員會[13] - 1947年12月10日-1949年5月31日，總理府的外局的转移
  - 地方財政委員會[14] - 1948年1月7日-1949年5月31日，地方自治廳的改组
  - 賠償廳[84] - 1948年2月1日-1949年5月31日，總理府的外局的转移
  - 連絡調整事務局[16] - 1948年2月1日-1949年5月31日，外務省的合并
  - 經濟調査廳[17] - 1948年8月1日-1949年5月31日，經濟安定本部的外局的转移
  - 公職資格訴願審査委員會[18] - 1949年2月8日-1949年5月31日，總理府的外局的转移
- 總理廳
  - 行政管理廳[85] - 1948年7月1日-1949年5月31日，總理府的外局的转移
  - 外資委員會[20] - 1949年3月15日-1949年5月31日，經濟安定本部的外局的转移
  - 外國為替管理委員會[86] - 1949年3月16日-1949年5月31日，總理府的外局的转移
- 外務省
  - 終戰聯絡事務局[22][23] - 1945年8月26日-1948年1月31日，連絡調整事務局的改组
- 內務省
  - 社會局[24] - 1922年11月1日-1938年1月10日，厚生省的改组
  - 復興局[25] - 1924年2月25日-1930年3月31日，復興事務局的改组
  - 復興事務局[26] - 1930年4月1日-1932年3月31日，廃止
  - 神祇院[27] - 1940年11月9日-1946年1月31日，廃止
- 大藏省
  - 專賣局[87][29][88] - 1898年11月1日-1904年5月31日，煙草専賣局的改组
  - 菸草專賣局[89][32] - 1904年6月1日-1907年9月30日，専賣局的改组
  - 專賣局[90][34] - 1907年10月1日-1949年5月31日，特殊法人日本専賣公社的改组
  - 證券交易委員會[35] - 1948年5月7日-1949年5月31日，大蔵省的外局的转移
- 陸軍省
  - 馬政局[36] - 1910年6月22日-1923年3月31日，農商務省的合并
  - 航空局[37] - 1920年8月1日-1923年3月31日，遞信省的移交管辖
- 商工省→通商產業省
  - 貿易廳[91] - 1945年12月14日-1949年5月24日，通商產業省的改组
  - 石炭廳[92][40] - 1945年12月14日-1949年5月24日，資源廳的改组
  - 工業技術廳[41][42] - 1948年8月1日-1949年5月31日，國家行政組織法施行
  - 資源廳[42] - 1949年5月25日-1949年5月31日，國家行政組織法施行
- 農林省→農商省→農林省
  - 馬政局[43] - 1936年7月6日-1945年10月25日，農林省的合并
- 遞信省
  - 郵匯儲金局[44] - 1890年7月1日-1891年8月15日，郵便為替貯金管理所的改组
  - 郵匯儲金管理所[45][46] - 1891年8月16日-1903年12月4日，遞信省的合并
  - 郵匯儲金局[47] - 1909年7月24日-1913年6月12日，為替貯金局的改组
  - 匯業儲金局[48] - 1913年6月13日-1920年10月1日，貯金局的改组
  - 臨時電信電話建設局[49] - 1920年10月2日-1925年5月12日，遞信省的合并
  - 儲金局[50] - 1920年10月2日-1943年10月31日，遞信院的改组
  - 簡易保險局[51] - 1920年10月2日-1938年1月10日，保險院的改组
  - 航空局[52] - 1923年4月1日-1924年11月24日，遞信省的合并
  - 航空局[53] - 1938年2月1日-1943年10月31日，運輸通信省的改组
  - 海務院[54] - 1941年12月19日-1943年10月31日，運輸通信省的改组
  - 簡易保險局[55] - 1942年11月1日-1943年10月31日，通信院的改组
- 鐵道省
  - 國際観光局[56] - 1930年4月24日-1942年10月31日，廃止
- 運輸通信省
  - 通信院[57] - 1943年11月1日-1945年5月18日，遞信院的改组
- 厚生省
  - 保險院[58] - 1938年1月11日-1942年10月31日，厚生省的合并
  - 引揚援護院[59] - 1946年3月13日-1948年5月30日，引揚援護廳的改组
  - 引揚援護廳[60] - 1948年5月31日-1949年5月31日，國家行政組織法施行
- 宮內省
  - 學習院[61][62] - 1906年4月1日-1947年3月30日，財団法人學習院的改组
  - 皇后宮職[63][64] - 1908年1月1日-1945年11月23日，宮內省的合并
  - 帝室會計審査局[65][66] - 1908年1月1日-1947年5月2日，廃止
  - 帝室林野管理局[67][68] - 1908年1月1日-1924年4月8日，帝室林野局的更名
  - 御歌所[69][70] - 1908年1月1日-1946年3月31日，宮內省的合并
  - 帝室博物館[71][72] - 1908年1月1日-1947年5月2日，文部省的移交管辖
  - 李王職[73] - 1911年2月1日-1946年1月30日，王公族附職員的改组
  - 女子學習院[74] - 1923年4月5日-1947年3月30日，財団法人學習院的改组
  - 帝室林野局[75] - 1924年4月9日-1947年3月31日，農林省的合并
  - 皇太后宮職[76] - 1926年12月25日-1947年5月2日，宮內府的改组
  - 掌典職[77] - 1940年1月1日-1946年3月31日，宮內省的合并
  - 東宮職[78] - 1945年8月10日-1947年5月2日，宮內府的改组
  - 禁衛府[79] - 1945年9月10日-1946年3月31日，廃止

## 另見
- 日本行政機關
- 獨立行政法人
- 設施等機關

- 国务院部委管理的国家局